# Campeonato Europeu de Natação em Piscina Curta de 1996
O Campeonato Europeu de Natação em Piscina Curta de 1996 foi a 1ª edição com a nova denominação, sendo organizado pela Liga Europeia de Natação (LEN). Anteriormente o campeonato era denominado como Campeonato Europeu de Natação de Velocidade. A competição foi realizada entre os dias 13 e 15 de dezembro de 1996 em Rostock na Alemanha. O evento passou a contar com 38 provas entre masculino e feminino, 24 a mais do que as edições anteriores.

## Medalhistas
Esses foram os resultados da competição. 
Masculino
| Evento          | Ouro                                                                     | Ouro     | Prata                                                                          | Prata    | Bronze                                                                  | Bronze   |
| 50 m Livre      | Mark Foster · Reino Unido                                                | 22.25    | René Gusperti · Itália                                                         | 22.51    | Dimitri Kalinovski · Bielorrússia                                       | 22.57    |
| 100 m Livre     | Lars Conrad · Alemanha                                                   | 48.90    | Nicolae Butacu · Roménia                                                       | 49.49    | Nicolae Ivan · Roménia                                                  | 49.56    |
| 200 m Livre     | Lars Conrad · Alemanha                                                   | 1:45.97  | Andrew Clayton · Reino Unido                                                   | 1:47.35  | Konstantin Dubrovin · Alemanha                                          | 1:48.60  |
| 400 m Livre     | Emiliano Brembilla · Itália                                              | 3:45.52  | Stefan Pohl · Alemanha                                                         | 3:48.10  | Dimitrios Manganas · Grécia                                             | 3:48.29  |
| 1500 m Livre    | Igor Snitko · Ucrânia                                                    | 14:46.59 | Ian Wilson · Reino Unido                                                       | 14:54.24 | Thomas Lohfink · Alemanha                                               | 15:04.13 |
| 50 m Costas     | Mariusz Siembida · Polónia                                               | 25.03    | Tomislav Karlo · Croácia                                                       | 25.14    | Stev Theloke · Alemanha                                                 | 25.15    |
| 100 m Costas    | Mariusz Siembida · Polónia                                               | 53.56    | Stev Theloke · Alemanha                                                        | 53.87    | Emanuele Merisi · Itália                                                | 54.39    |
| 200 m Costas    | Emanuele Merisi · Itália                                                 | 1:54.91  | Nicolae Butacu · Roménia                                                       | 1:56.29  | Stev Theloke · Alemanha                                                 | 1:56.51  |
| 50 m Peito      | Patrik Isaksson · Suécia                                                 | 27.76    | Jens Kruppa · Alemanha                                                         | 27.77    | Daniel Málek · Chéquia                                                  | 27.84    |
| 100 m Peito     | Jens Kruppa · Alemanha                                                   | 1:00.15  | Patrik Isaksson · Suécia                                                       | 1:00.45  | Aleksandr Gukov · Bielorrússia                                          | 1:00.94  |
| 200 m Peito     | Aleksandr Gukov · Bielorrússia                                           | 2:09.86  | Artur Paczynski · Polónia                                                      | 2:10.69  | Jens Kruppa · Alemanha                                                  | 2:10.70  |
| 50 m Borboleta  | Mark Foster · Reino Unido                                                | 23.91    | Fabian Hieronimus · Alemanha                                                   | 24.07    | Jonas Åkesson · Suécia                                                  | 24.25    |
| 100 m Borboleta | Thomas Rupprath · Alemanha                                               | 53.22    | Fabian Hieronimus · Alemanha                                                   | 53.70    | Denislav Kaltchev · Bulgária                                            | 54.02    |
| 200 m Borboleta | Chris-Carol Bremer · Alemanha                                            | 1:57.04  | Thomas Rupprath · Alemanha                                                     | 1:57.30  | David Abrard · FrançaAdrian Andermatt · Suíça                           | 1:59.23  |
| 100 m Medley    | Marcel Wouda · Países Baixos                                             | 54.62    | Jens Kruppa · Alemanha                                                         | 54.82    | Christian Keller · Alemanha                                             | 55.45    |
| 200 m Medley    | Marcel Wouda · Países Baixos                                             | 1:56.83  | Christian Keller · Alemanha                                                    | 1:58.52  | Krešimir Čač · Croácia                                                  | 2:01.45  |
| 400 m Medley    | Marcel Wouda · Países Baixos                                             | 4:08.90  | Christian Keller · Alemanha                                                    | 4:13.03  | Uwe Volk · Alemanha                                                     | 4:15.69  |
| 4x50 m Livre    | Alemanha · Lars Conrad · Christian Tröger · Tim Nolte · Steffen Smöllich | 1:29.54  | Croácia · Tomislav Karlo · Miloš Milošević · Miro Žeravica · Alen Lončar       | 1:29.69  | Noruega · Anders Dahl · Vermund Vetnes · Thomas Sopp · Thomas Nore      | 1:30.40  |
| 4x50 m Medley   | Alemanha · Stev Theloke · Jens Kruppa · Fabian Hieronimus · Lars Conrad  | 1:38.28  | Itália · Emanuele Merisi · Domenico Fioravanti · Luca Belfiore · René Gusperti | 1:38.50  | Reino Unido · Neil Willey · Richard Maden · Mark Foster · Simon Handley | 1:38.72  |

Feminino
| Evento          | Ouro                                                                               | Ouro    | Prata                                                                           | Prata   | Bronze                                                                        | Bronze  |
| 50 m Livre      | Sandra Völker · Alemanha                                                           | 24.67   | Sue Rolph · Reino Unido                                                         | 25.32   | Vibeke Johansen · Noruega                                                     | 25.38   |
| 100 m Livre     | Sandra Völker · Alemanha                                                           | 53.04   | Sue Rolph · Reino Unido                                                         | 54.46   | Martina Moravcová · Eslováquia                                                | 54.95   |
| 200 m Livre     | Martina Moravcová · Eslováquia                                                     | 1:57.22 | Antje Buschschulte · Alemanha                                                   | 1:58.34 | Carla Geurts · Países Baixos                                                  | 1:59.16 |
| 400 m Livre     | Kristýna Kyněrová · Chéquia                                                        | 4:09.94 | Carla Geurts · Países Baixos                                                    | 4:10.36 | Chantal Strasser · Suíça                                                      | 4:13.45 |
| 800 m Livre     | Carla Geurts · Países Baixos                                                       | 8:34.66 | Flavia Rigamonti · Suíça                                                        | 8:39.20 | Sarah Collings · Reino Unido                                                  | 8:42.42 |
| 50 m Costas     | Sandra Völker · Alemanha                                                           | 27.94   | Antje Buschschulte · Alemanha                                                   | 28.55   | Suze Valen · Países Baixos                                                    | 28.66   |
| 100 m Costas    | Antje Buschschulte · Alemanha                                                      | 1:00.21 | Kateřina Pivoňková · Chéquia                                                    | 1:01.69 | Alenka Kejžar · Eslovênia                                                     | 1:01.93 |
| 200 m Costas    | Kateřina Pivoňková · Chéquia                                                       | 2:08.15 | Antje Buschschulte · Alemanha                                                   | 2:09.54 | Alenka Kejžar · Eslovênia                                                     | 2:12.20 |
| 50 m Peito      | Vera Lischka · Áustria                                                             | 31.36   | Terrie Miller · Noruega                                                         | 31.47   | Hanna Jaltner · Suécia                                                        | 32.04   |
| 100 m Peito     | Terrie Miller · Noruega                                                            | 1:07.91 | Vera Lischka · Áustria                                                          | 1:08.18 | Alicja Pęczak · Polónia                                                       | 1:08.33 |
| 200 m Peito     | Alicja Pęczak · Polónia                                                            | 2:26.11 | Alenka Kejžar · Eslovênia                                                       | 2:27.33 | Anne Poleska · Alemanha                                                       | 2:27.57 |
| 50 m Borboleta  | Johanna Sjöberg · Suécia                                                           | 27.15   | Sandra Völker · Alemanha                                                        | 27.23   | Marja Pärssinen · Finlândia                                                   | 27.69   |
| 100 m Borboleta | Johanna Sjöberg · Suécia                                                           | 58.80   | Sandra Völker · Alemanha                                                        | 59.44   | Julia Voitowitsch · Alemanha                                                  | 1:00.51 |
| 200 m Borboleta | Bárbara Franco · Espanha                                                           | 2:10.20 | Johanna Sjöberg · Suécia                                                        | 2:10.92 | María Peláez · Espanha                                                        | 2:11.36 |
| 100 m Medley    | Sue Rolph · Reino Unido                                                            | 1:01.91 | Martina Moravcová · Eslováquia                                                  | 1:01.98 | Sabine Herbst · Alemanha                                                      | 1:02.46 |
| 200 m Medley    | Sue Rolph · Reino Unido                                                            | 2:10.60 | Alicja Pęczak · Polónia                                                         | 2:13.07 | Sabine Herbst · Alemanha                                                      | 2:13.29 |
| 400 m Medley    | Sabine Herbst · Alemanha                                                           | 4:39.26 | Beatrice Câșlaru · Roménia                                                      | 4:41.76 | Pavla Chrástová · Chéquia                                                     | 4:42.07 |
| 4x50 m Livre    | Alemanha · Katrin Meissner · Marianne Hinners · Silvia Stahl · Sandra Völker       | 1:41.15 | Suécia · Johanna Sjöberg · Linda Olofsson · Nelly Jörgensen · Malin Svahnström  | 1:42.18 | Suíça · Dominique Diezi · Andrea Quadri · Sandrine Paquier · Chantal Strasser | 1:44.90 |
| 4x50 m Medley   | Alemanha · Antje Buschschulte · Sylvia Gerasch · Julia Voitowitsch · Sandra Völker | 1:51.79 | Países Baixos · Suze Valen · Madelon Baans · Wilma van Hofwegen · Angela Postma | 1:52.80 | Suécia · Nelly Jörgensen · Hanna Jaltner · Johanna Sjöberg · Linda Olofsson   | 1:53.06 |

## Quadro de medalhas
| Ordem | País          | Medalha de ouro | Medalha de prata | Medalha de bronze | Total |
| ----- | ------------- | --------------- | ---------------- | ----------------- | ----- |
| 1     | Alemanha      | 14              | 14               | 11                | 39    |
| 2     | Reino Unido   | 4               | 4                | 2                 | 10    |
| 3     | Países Baixos | 4               | 2                | 2                 | 8     |
| 4     | Suécia        | 3               | 3                | 3                 | 9     |
| 5     | Polónia       | 3               | 2                | 1                 | 6     |
| 6     | Itália        | 2               | 2                | 1                 | 5     |
| 7     | Chéquia       | 2               | 1                | 2                 | 5     |
| 8     | Noruega       | 1               | 1                | 2                 | 4     |
| 9     | Eslováquia    | 1               | 1                | 1                 | 3     |
| 10    | Áustria       | 1               | 1                | 0                 | 2     |
| 11    | Bielorrússia  | 1               | 0                | 2                 | 3     |
| 12    | Espanha       | 1               | 0                | 1                 | 2     |
| 13    | Ucrânia       | 1               | 0                | 0                 | 1     |
| 14    | Roménia       | 0               | 3                | 1                 | 4     |
| 15    | Croácia       | 0               | 2                | 1                 | 3     |
| 16    | Suíça         | 0               | 1                | 3                 | 4     |
| 17    | Eslovênia     | 0               | 1                | 2                 | 3     |
| 18    | Bulgária      | 0               | 0                | 1                 | 1     |
| 18    | Finlândia     | 0               | 0                | 1                 | 1     |
| 18    | França        | 0               | 0                | 1                 | 1     |
| 18    | Grécia        | 0               | 0                | 1                 | 1     |
| Total | Total         | 38              | 38               | 39                | 115   |

Legenda
| Recorde mundial       | Recorde mundial (World record)               |                       | Recorde africano                      | Recorde africano (African) |                                           | Q | Classificado por posição (Qualified) |
| Recorde do campeonato | Recorde do campeonato (Championship record)  | Recorde da América    | Recorde da América (Americas)         | q                          | Classificado por melhor tempo (Qualified) |   |                                      |
| Melhor marca do ano   | Melhor marca do ano (World leading)          | Recorde asiático      | Recorde asiático (Asian)              | DNS                        | Não largou (Did not start)                |   |                                      |
| Recorde nacional      | Recorde nacional (National record)           | Recorde europeu       | Recorde europeu (European)            | DNF                        | Não terminou (Did not finish)             |   |                                      |
| Recorde pessoal       | Recorde pessoal do atleta (Personal best)    | Recorde da Oceania    | Recorde da Oceania (Oceania)          | DSQ / DQ                   | Desclassificado (Disqualified)            |   |                                      |
| Recorde da temporada  | Recorde da temporada do atleta (Season best) | Recorde sul-americano | Recorde sul-americano (South America) | NM                         | Sem marca (No mark)                       |   |                                      |